# بيت الشيخ يونس
بيت الشيخ يونس قرية تتبع منطقة صافيتا في محافظة طرطوس. تعد واحدة من أكبر قرى بلدة «صافيتا» وتقع غربي مدينة صافيتا بحول 3.5 كيلومتر.
استوطن القرية عائلات وأفراد قدموا تباعاً للسكن فيها من مناطق مختلفة وبعضهم مارس الأعمال الزراعية وبعضهم المهن اليدوية والأعمال التجارية.

## التسمية
حسب رواية أهل القرية، كانت القرية عبارة عن أحراش سنديان قبل حوالي 220 سنة، وجاء إليها الشيخ «ياسين ياسين» وبنى منزله، فرزق بولدين هما يونس وغانم. »

## أعلام
- عبد اللطيف اليونس، شاعر وكاتب وعضو البرلمان السوري.[2]

- مفيد عبد الكريم وزير النقل في حكومة محمود الزعبي الثانية.